# Ukonkivi
Ukonkivi (en français : le rocher d'Ukko), est une île de Finlande.

## Géographie
Elle est située dans le lac Inari en Laponie, à environ 11 km de Inari (village) (en) et s'étend sur 100 mètres de longueur et 50 mètres de largeur. 

## Histoire
Elle était un lieu de sacrifice des Samis. En 1873, l'archéologue Arthur John Evans y a effectué des recherches et y a trouvé dans une grotte un fragment de bijoux en argent. 

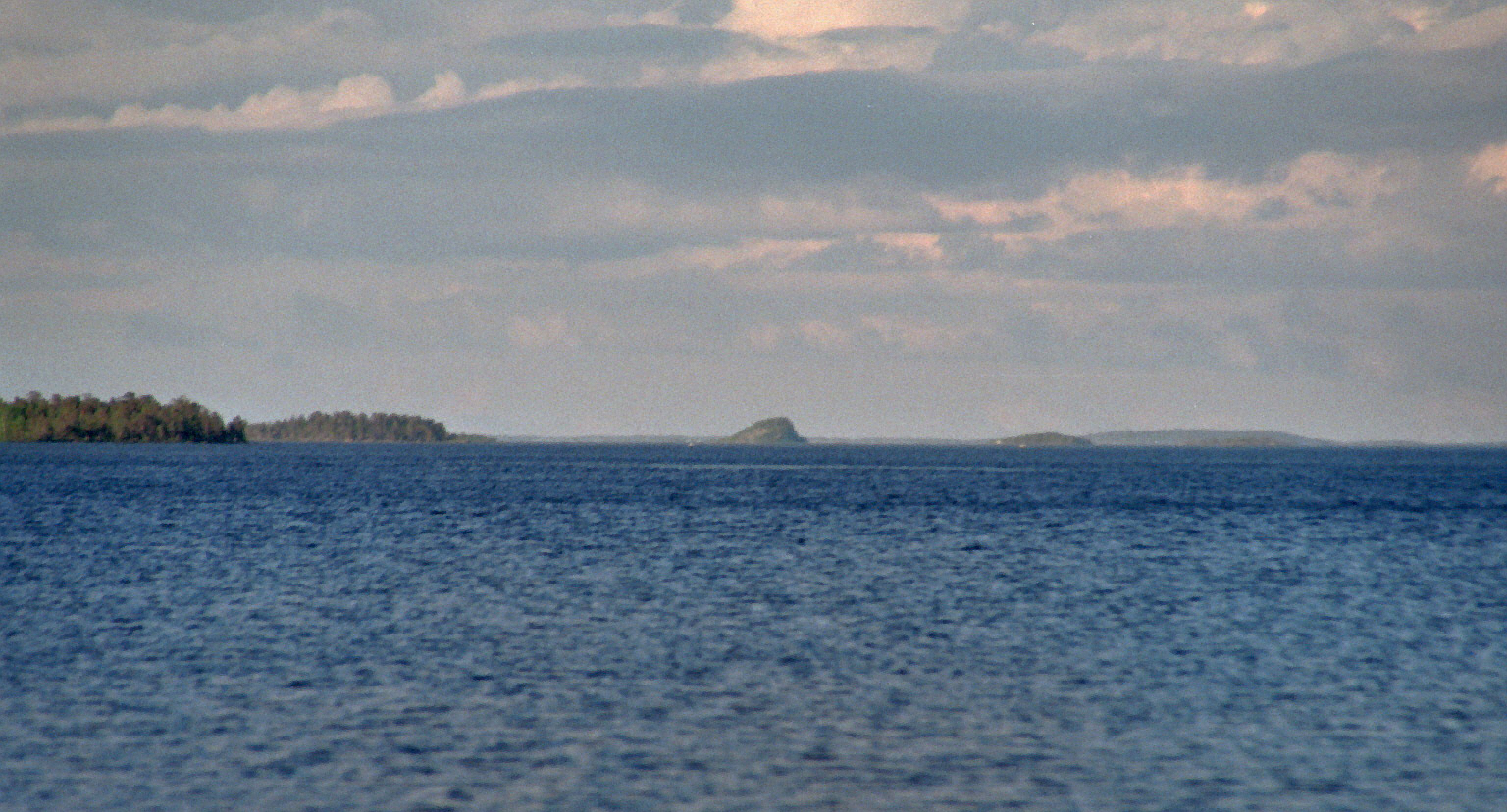
L'île vue du village d'Inari